# 67e corps d'armée (Allemagne)
Pour les articles homonymes, voir 67e corps.
Le 67e corps d'armée (en allemand : LXVII. Armeekorps) était un corps d'armée de l'armée de terre allemande: la Heer au sein de la Wehrmacht pendant la Seconde Guerre mondiale.

## Hiérarchie des unités
| Nom          | Nbre d'hommes       | Unités subalternes                | Grade de commandement                 |
| ------------ | ------------------- | --------------------------------- | ------------------------------------- |
| Heeresgruppe | + 300 000           | 2 à + Armeen (Armées)             | Generaloberst ou Generalfeldmarschall |
| Armee        | + 100 000 - 300 000 | 2 à + Armeekorps (Corps d'armées) | General ou Generaloberst              |
| Armeekorps   | + 30 000 - 80 000   | 2 à + Divisionen (Division)       | Generalleutnant ou General            |
| Division     | + 10 000 – 20 000   | 2 à 6 Brigaden (Brigade)          | Generalmajor ou Generalleutnant       |
| Brigade      | + 3 000 – 5 000     | jusqu'à 3 Regimentern (Régiment)  | Oberst ou Generalmajor                |

## Historique
Le 67e corps d'armée allemand est formé le 20 janvier 1944 en Belgique à partir du LXVII. Reservekorps.

Il est détruit sur le Rhin en mars 1945.

## Organisations

### Commandants successifs
| Date                               | Grade                  | Commandant                      |
| ---------------------------------- | ---------------------- | ------------------------------- |
| 20 janvier 1944 - 1er juin 1944    | General der Infanterie | Walther Fischer von Weikersthal |
| 1er juin 1944 - 7 juin 1944        | Generalleutnant        | Alfred Gause                    |
| 7 juin 1944 - 24 juillet 1944      | General der Infanterie | Walther Fischer von Weikersthal |
| 24 juillet 1944 - 25 juillet 1944  | Generalleutnant        | Carl Püchler                    |
| 25 juillet 1944 - 25 octobre 1944  | General der Infanterie | Otto Sponheimer                 |
| 25 octobre 1944 - 28 octobre 1944  | Generalleutnant        | Friedrich-August Schack         |
| 28 octobre 1944 - 30 novembre 1944 | General der Infanterie | Carl Püchler                    |
| 1er décembre 1944 - Décembre 1944  | Generalleutnant        | Felix Schwalbe                  |
| 17 décembre 1944 - 19 avril 1945   | General der Infanterie | Otto Hitzfeld                   |

### Chef des Generalstabes
| Date                             | Grade               | Commandant       |
| -------------------------------- | ------------------- | ---------------- |
| 20 janvier 1944 - 5 août 1944    | Oberst i.G.         | Lothar Schäfer   |
| 5 août 1944 - 30 août 1944       | Oberst i.G.         | Walter Reinhardt |
| 31 août 1944 - 15 septembre 1944 | Oberstleutnant i.G. | Kurt Gerber      |
| 15 septembre 1944 - Avril 1945   | Oberst i.G.         | Klaus Vorpahl    |

### 1. Generalstabsoffizier (Ia)
| Date                                  | Grade      | Commandant      |
| ------------------------------------- | ---------- | --------------- |
| 20 février 1944 - 31 août 1944        | Major i.G. | Kurt Gerber     |
| 1er septembre 1944 - 30 décembre 1944 | Major i.G. | Klaus Vorpahl   |
| 30 décembre 1944 - ? 1945             | Major i.G. | Gerhard Höpfner |

## Théâtres d'opérations
- Sud de la France : Janvier 1944 - Juin 1944
- Nord de la France : Juin 1944 - Décembre 1944
- Ouest de l'Allemagne et Rhin : Décembre 1944 - Mars 1945

### Rattachement d'Armées
| Date     | Armée               | Groupe d'Armées |
| -------- | ------------------- | --------------- |
| 1944     |                     |                 |
| Janvier  | z. Vfg.             | Heeresgruppe D  |
| Février  | 15. Armee           | Heeresgruppe D  |
| Mai      | 15. Armee           | Heeresgruppe B  |
| Décembre | 1. Fallschirm-Armee | Heeresgruppe H  |
| 1945     |                     |                 |
| Janvier  | 15. Armee           | Heeresgruppe B  |
| Février  | 5. Panzerarmee      | Heeresgruppe B  |
| Avril    | 11. Armee           | Heeresgruppe D  |

### Unités subordonnées

#### Unités organiques
- Arko 467 (à partir d'octobre 1944)
- Korps-Nachrichten-Abteilung 467 (à partir de mars 1944)

#### Unités rattachées
15 février 1944
- 348. Infanterie-Division
- 344. Infanterie-Division

15 août 1944
- 348. Infanterie-Division
- 245. Infanterie-Division
- 226. Infanterie-Division

31 août 1944
- 226. Infanterie-Division
- 245. Infanterie-Division
- 17. Feld-Division (L)

16 septembre 1944
- 711. Infanterie-Division
- Kampfgruppe 346. Infanterie-Division
- 17. Feld-Division (L)
- 331. Infanterie-Division
- 344. Infanterie-Division

28 septembre 1944
- 344. Infanterie-Division
- 719. Infanterie-Division
- Kampfgruppe 346. Infanterie-Division
- 711. Infanterie-Division

13 octobre 1944
- 719. Infanterie-Division
- 85. Infanterie-Division
- 70. Infanterie-Division
- 346. Infanterie-Division
- 711. Infanterie-Division
- 64. Infanterie-Division

5 novembre 1944
- 719. Infanterie-Division
- 85. Infanterie-Division
- 245. Infanterie-Division
- 346. Infanterie-Division
- 711. Infanterie-Division

15 décembre 1944
- 326. Volks-Grenadier-Division
- 246. Volks-Grenadier-Division

16 décembre 1944
- 272. Volks-Grenadier-Division
- 326. Volks-Grenadier-Division

31 décembre 1944
- 89. Infanterie-Division
- 246. Volks-Grenadier-Division
- 277. Volks-Grenadier-Division
- 3. Fallschirmjäger-Division

21 janvier 1945
- 277. Volks-Grenadier-Division
- 3. Fallschirmjäger-Division
- 89. Infanterie-Division

26 janvier 1945
- 246. Volks-Grenadier-Division
- 89. Infanterie-Division
- 277. Volks-Grenadier-Division
- 3. Fallschirmjäger-Division

1er février 1945
- 89. Infanterie-Division
- 277. Volks-Grenadier-Division
- 3. Fallschirmjäger-Division
- 9. Panzer-Division

19 février 1945
- 26. Volks-Grenadier-Division
- 89. Infanterie-Division
- 277. Volks-Grenadier-Division

1er mars 1945
- 89. Infanterie-Division
- 277. Volks-Grenadier-Division

31 mars 1945
- Kampfgruppe 326. Volks-Grenadier-Division
- 166. Infanterie-Division
- Panzer-Brigade 106 Feldherrnhalle

2 avril 1945
- 26. Volks-Grenadier-Division
- Fallschirmjäger-Regiment 15
- Fallschirm-Pionier-Bataillon 5

## Sources
- (de) LXVIIe Armeekorps sur lexikon-der-wehrmacht.de